# 约押
约押（希伯来语 יוֹאָב‬ ）是大卫姐姐洗鲁雅之子，也是大卫军队的元帅（撒母耳记下8:16；20:23；历代志上11:6；18:15；27:34）。
约押这个名字意为耶和华是父亲。除了大卫的外甥，圣经里还有两个人叫这个名字（见以斯拉记 2:6，8:9）。这也是当代以色列一个常见的名字。
约押这个名字也可能来自于约旦河东岸的摩押，摩押女子路得就来自于那里。

## 為大衛王效力
约押有两个兄弟，亚比筛和亚撒黑。亚撒黑被押尼珥杀死，为此约押违背大卫的意愿，对押尼珥进行了谋杀报复（撒下2:13-32；3:27）。
在领导了对锡安山要塞的攻击之后，他被晋升为元帅军衔（代上11:6）。他率领军队对抗亚述、亚扪、摩押和以东。他也参与了大卫对乌利亚的谋杀（撒下11：14-25）。

## 平定押沙龍的背叛
在押沙龙叛乱期间，约押作为大卫部队的指挥官，发挥了举足轻重的作用。押沙龙，大卫的儿子之一，聚集了大部分以色列人反抗大卫，大卫被迫逃离王城，只有他最信任的人和他在一起。大卫不让人伤害自己的儿子，命令他的部下不得杀死押沙龙。但是，当有人报告说，发现押沙龙在一棵树上，而且还活着，约押和他的人杀死了押沙龙（撒下18：1-33）。 
大卫后来立另一个外甥亚玛撒（撒下17：25；19：13）代替约押统领军队。其后约押杀害了亚玛撒（撒下20：8-13；列王纪上2：5）。

## 被所羅門王處決
在临死前，大卫告诉所罗门，要处死约押，引用约押过去背叛他的意志，在和平时杀害以色列两个元帅，押尼珥和亚玛撒，是有罪的，为此所罗门下令由比拿雅将他处死（列王纪上2：29-34），并接替他担任元帅。约押被安葬在旷野（列王记上2：34）。有趣的是，约押逃到了耶和华的帐幕，抓住祭坛的角，比拿雅根据所罗门的命令将约押杀死。